# ۱۲۳۰ (قمری)
۱۲۳۰ (قمری)، هزار و دویست و سی‌امین سال در گاهشماری هجری قمری است. اول محرم این سال برابر با چهاردهم دسامبر سال ۱۸۱۴ میلادی است.

## زادگان
- سید محمدحسن حسینی شیرازی ملقب به میرزای شیرازی (میرزای بزرگ)[۱]

## وابسته
- میرزا صالح شیرازی